# Де Идальго, Эльвира
Эльви́ра Хуа́на Родри́гес Рогла́н (исп. Elvira Juana Rodríguez Roglán, более известная под сценическим псевдонимом Эльви́ра де Ида́льго исп. Elvira de Hidalgo; 28 декабря 1891, Вальдерробрес, Испания — 21 января 1980, Милан, Италия) — испанская певица (колоратурное сопрано).

## Биография
В 1902 году семья переехала в Барселону. Училась в консерватории у Кончиты Бордальба, а затем уехала в Милан к педагогу М. Видаль. Дебютировала в 1908 году в театре Сан-Карло в Неаполе. В 1910—1926 годах много гастролировала: Париж, Монте-Карло, Прага, Каир, Буэнос-Айрес, Лондон, Чикаго, Канада; в 1913 году в России. Выступала на сцене с Шаляпиным. В 1936—1949 годах преподавала в Афинской консерватории, в 1949—1954 годы — в Анкарской консерватории, а с 1959 года — в Милане. Среди учеников Мария Каллас.

## Партии
- «Севильский цирюльник» Джоаккино Россини — Розина
- «Лючия ди Ламмермур» Гаэтано Доницетти — Лючия
- «Линда ди Шамуни» Гаэтано Доницетти — Линда
- «Любовный напиток» Гаэтано Доницетти — Адина
- «Риголетто» Джузеппе Верди — Джильда
- «Богема» Джакомо Пуччини — Мюзетта
- «Сомнамбула» Винченцо Беллини — Амина
- «Пуритане» Винченцо Беллини — Эльвира
- «Дочь полка» Гаэтано Доницетти — Мари
- «Манон» Жюль Массне — Манон Леско